# Martina Gedeck
Martina Gedeck (Munique, 14 de setembro de 1961) é uma atriz alemã.
Ficou internacionalmente famosa ao desempenhar o papel principal nos filmes alemães Mostly Martha (Simplesmente Martha) e A vida dos outros. Ela venceu um grande número de prêmios, incluindo o Deutscher Filmpreis (prêmio para filmes alemães) em 1997 e 2002. Em 2013, estrelou o filme "A Religiosa", produção franco-belga-alemã baseada na obra de Denis Diderot.

## Filmografia
Cinema
- Le Religieuse (2013)
- Die Wand - A Parede (2013)
- Night Train to Lisbon (2012)
- Jew Suss: Rise and Fall (2010)
- The Baader Meinhof Complex (2008) .... Ulrike Meinhof, de Uli Edel
- Beloved Clara (2008) .... Clara Schumann, de Helma Sanders-Brahms
- Messy Christmas (2007) .... Sara, de Vanessa Jopp
- The Good Shepherd (2006) .... Hanna Schiller, de Robert de Niro
- Summer '04 (2006) .... Miriam Franz, de Stefan Krohmer
- The Perfect Friend (2006) .... Marlène , de Francis Girod
- A vida dos outros (2006) .... Christa-Maria Sieland , de Florian Henckel von Donnersmarck
- The Elementary Particles (título em língua inglesa é Atomised?) (2006) .... Christiane , de Oskar Roehler
- Mostly Martha (2001) .... Martha Klein , de Sandra Nettelbeck
- The Green Desert (1999) .... Doris
- It's All Bob ! (1999) .... Barbara
- Jew-Boy Levi (1999) .... Fräulein Neuner
- Mrs. Rettich, Czerni and I (1998)....Czerni
- Women Don't Lie (1998) .... Hannah
- Life Is All You Get (1997) .... Lilo
- Rossini (1997) .... Serafina
- Harald (1997) .... Rica Reichmann
- How I've Got Rhythm (1995) .... Susanne
- Maybe... Maybe Not  (1994) .... Jutta
- Hard Days, Hard Nights (1989) .... Goldi
- Tiger, Löwe, Panther (1989)  .... Nicoletta/Löwe

Televisão
- Verlassen (2007) , .... Claudia R: Christoph  Stark
- Auf ewig und einen Tag (2006) , .... Paula Schmitt ,
- Spiele der Macht - 11011 Berlin (2005) , .... Prof. Sara M. Kardow
- Casanova (2004) , .... Madame De Roll
- Der Stich des Skorpion (2004) , .... Anne Stein
- Feuer in der Nacht (2004) , .... Paola Winkler
- Hunger auf Leben (2004) , .... Brigitte Reimann
- Das Blaue Wunder (2004) , .... Thea Eiselt
- Ins Leben zurück (2003) , .... Clara Lorenz
- Unsre Mutter ist halt anders (2003) , .... Paula
- Geheime Geschichten (2003) ,
- 1809 Andreas Hofer  (2002) , .... Lebzelter-Mariandl
- Verlorenes Land (2002) , .... Maria
- Die Mutter (2002) , .... Vera Zardiss
- Jenseits der Liebe (2001) , .... Helen Dubbs
- Private Lies (2001) , .... Sarah
- Romeo (2001) , .... Lotte Zimmermann
- O Palmenbaum (2000) , .... Kati Treichl
- Happy Hour oder Glück und Glas (2000) , .... Greta Steinwender
- Deine besten Jahre (1999) , .... Vera Kemp
- Ich habe nein gesagt (1999) , .... Doris Wengler
- Die Beste Party - Heimatabend  (1999) ,
- Single Bells (1998) , .... Kati Treichl
- Der Laden (1998) TV  .... Elvira
- Bella Block", Tod eines Mädchens... Frau Meng (, 1997)
- Der Neffe (1997)  .... Isabella
- Lea Katz - Die Kriminalpsychologin: Das wilde Kind (1997) , .... Lea Katz
- Lea Katz - Die Kriminalpsychologin: Einer von uns (1997) , .... Lea Katz
- Der Schönste Tag im Leben (1996) , .... Waltraut
- Hölleisengretl (1995) , .... Hölleisenretl
- Das Schwein - Eine deutsche Karriere (1995)  .... Wanda
- Krücke (1993) .... Bronka
- Leo und Charlotte (1993) , .... Sylvie
- Mutter und Söhne (1992) , .... Susanne Stoller
- Hausmänner (1991) .... Helen
- Schulz &Schulz (1989-1993)....Britta
- Die Beute (1988) , .... Nelly
- Goldjunge(1988)